# Ханлар (остров)
Ханлар (азерб. Xanlar adası) — остров в Каспийском море, у восточного побережья Азербайджана. Один из островов Бакинского архипелага. Расположен в северо-восточной части Бакинского архипелага. Ближайший к Ханлару участок суши — Остров Гум.